# میزد
میَزد (اوستایی: 𐬨𐬌𐬌𐬀𐬰𐬛𐬀؛ می‌یَزدَ)به معنای میزبانی و سفرهٔ پذیرایی از میهمان است و در آیین‌های زرتشتی، سفرهٔ سفید تمیزی است که هفت چیز نمادین به نمایندگی از اَمِشاسْپَندان (فروزه‌های خداوند یکتا) بر آن گذاشته می‌شود.
خوراک شیری سفیدرنگ و فراورده‌های دامی به خشنودی وُهومَن (وَهمَن) امشاسپند: سفیدی (شیر و تخم مرغ) نماد وهومن است. زیرا که هر کس به نیک‌اندیشی دست یابد می‌تواند بدی‌ها و پلیدی‌ها را تشخیص دهد. در فرهنگ ایرانی وهمن امشاسپند نگهبان چهارپایان سودمند است و این فراورده‌های دامی از آن روی است.
آتش یا چراغ روشن نماد اردیبهشت امشاسپند (واژهٔ اوستایی اَشَه وَهیشتَه یعنی بهترین اشویی):
چرا که آتش پاک سازنده است و پلیدی‌ها را می‌سوزاند و به سوی بالا گرایش دارد (نماد پیشرفت و ترقی) و خود می‌سوزد و دیگران را نور و گرما می‌بخشد. انسانی که پیرو اشویی است نیز از آتش عشق درونی برخوردار بوده و جامعه را به سوی نیکی رهنمون است.
سینی فلزی حاوی لرک یا تاس رویین (آلیاژی از مس و روی) (حاوی آب پاک یا سیر و سداب یا کلچه  مورد و سرو یا سکه‌های سر سفرهٔ هفت سین یا زده شده به انار در مراسم گواه و...) سمبل شهریور امشاسپند یا خشَترَوَئیریَه اوستایی به معنای شهریاری: امشاسپند شهریور نگهبان فلزات است. سکه نیز نماد قدرت اقتصادی و حفظ ارزش ذاتی خود است.
زمینی که سفره را روی آن پهن می‌کنند و فراورده‌هایی که از زمین به دست می‌آیند مانند میوه و لرک و نان و و سورک و... نماد سپندارمذ امشاسپند (سپَنتَه آرمَئیتی به معنای مهر و فروتنی و وفای به عهد.) است. زمین به اشوان و درگوند (راستان و دروغگویان) به یک میزان بار می‌دهد و مانند مادر همهٔ فرزندان خود را چه نیک و چه بد به یک اندازه دوست دارد. فرد پیرو سپندارمذ مانند زمین به همهٔ انسان‌های دیگر مهر می‌ورزد و فروتن است و به عهد و پیمان خویش در هیچ شرایطی پشت نمی‌کند و همواره میوه‌های شیرین و پر انرژی به جامعه می‌دهد.
آب پاک و تمیز سر سفره نماد خرداد امشاسپند (هَئوروَتات در اوستایی، به معنای رسایی و کمال است.) (مایعات سر سفره را زَور می‌نامند و جامدات آن را می‌زد) بهدین می‌آموزد که مانند آب همه نوع دانشی را در خود حل کرده و با برخورداری از دانش روز به خردورزی پرداخته تا به رسایی رسد. روشنایی و پاکی آب نشانگر روشندلی و روشنفکری است.
گیاه نماد امرداد امشاسپند (اَمِرِتات در اوستایی، به معنای بی مرگی و جاودانی) چرا که گیاه پیوسته رشد می‌کند و گل‌های زیبا به بار آورده و تخم می‌افشاند و زندگی را پایندگی می‌بخشد.
انسان (مقدس در فارسی): گاتاها یا اوستا یادآور استواری به دین وَه مازدیسنی و پیروی از اندیشه و گفتار و کردار نیک است تا همراه با زمزمه‌های مانترهٔ اوستا، حاضران به داد و آیین هر یک از فروزگان اهورایی راه پویند تا به رسایی و جاودانگی رسند.
دگرگونی‌های کوچکی در می‌زد، برای آیین‌های گوناگون پدید می‌آید. برای نمونه سر سفره آیین‌ها و جشن‌خوانی‌های شادمانه (واژه جشن‌خوانی از واژهٔ اوستایی یسن به معنای ستایش کردن آمده است و آیینی است که دو تن موبد (زوت و راسپی) با سرایش بخش‌هایی از اوستا (آفرینگان دهمان، کردهٔ سروش، همازور دهمان و...) آن را برگزار می‌کنند. این مراسم در برخی شادی‌ها و جشن‌ها یا آغاز به کار جایی یا برای مراسم درگذشتگان اجرا می‌شود.) لرک شامل شیرینی سفید نیز می‌شود و دیگر سیر و سداب نمی‌گذارند و کتاب اوستا و عکس اشوزرتشت، گلاب‌پاش. آینه بر روی سفره‌های شادی گذاشته می‌شود. همچنین برگ درخت سرو (نماد همیشه سبز بودن و جاودانگی) برای مراسم شادی و شاخه‌های مورد برای سفره‌های روان شایسته‌تر است.